# Spartacus MMXII: The Beginning
Spartacus MMXII: The Beginning ist ein US-amerikanischer Blockbuster-Pornofilm des in London geborenen Regisseurs Marcus London (* 1967) aus dem Jahr 2012, der stark auf der Fernsehserie Spartacus des amerikanischen Kabelsenders Starz basiert.

## Handlung
Spartacus wird gefangen genommen und gezwungen, bis zum Tod in der Arena zu kämpfen. Nach dem überstandenen Kampf wird er an Ludis von Batiatus verkauft, wo er in eine Welt von Sex und Gewalt gelangt. Er findet einen nur wahrscheinlich Verbündeten in dem Sklaven Crixus, da von ihnen beiden erwartet wird, dass sie Lucretia zufriedenstellen. Neben der Teilnahme an Orgien müssen sie trainieren, um gegen den ungeschlagenen riesigen Androcoles zu kämpfen.

## Rezeption

### Auszeichnungen
- 2013: AVN Award: Best Parody – Drama
- 2013: XBIZ Award: Best Editing (London-Gunn Films/Miko Lee Productions/Wicked Pictures)
- 2011: Nightmoves Adult Award: „FIRST CHOICE AWARDS (2012 Blockbuster Voraussage)“
- Honorable Mention, Erotikos Film Festival

### Nominierungen
- Der Film war in mehreren Kategorien für die AVN Awards 2013 nominiert: Best Parody – Drama, Best Editing, Best DVD Extras, Best Makeup, Best Overall Marketing Campaign – Individual Project, Best Screenplay – Parody, Best Supporting Actor, Best Supporting Actress.
- Der Film war für die XBIZ Awards 2013 in der Kategorie „Feature Movie of the Year“ nominiert.
- Der Film wurde für die XRCO Awards 2013 in der Kategorie „Best Epic“ nominiert und der Darsteller Marcus London für seine Rolle als „Best Actor“.